# 그룸브리지 1618
그룸브리지 1618은 큰곰자리에 있는 G형 주계열성이며, 지구에서 약 16광년 떨어져 있다.
그룸브리지 1618은 밤하늘에서 상대적으로 큰 수치의 고유 운동을 보여 주기 때문에 대표적인 시차법의 응용 대상이었다. 1884년 측정한 이 별의 시차는 0″.322 ± 0″.023이었다.(이 값은 현대적인 측정 수치인 0″.205보다 큰 값이다)
이 별은 고래자리 UV와 비슷한 플레어 별이다. 이는 채층이 활발히 활동하고 있으며 태양과 같은 흑점이 표면에 존재함을 의미하는 것이다. 1618은 다른 플레어 별에 비해 광도는 크나 밝기의 변화는 작다. 이렇게 광도 변화가 작은 이유는 이 별이 젊기 때문으로 추측하고 있다.
적외선 우주 관측선(Infrared Space Observatory)이 조사한 결과 이 별 주위에는 가외(加外)의 적외선 발산이 탐지되지 않았는데 여기서 그룸브리지 1618은 베가와 같은 먼지 원반이 없음을 알게 되었다. 1618에 동반성이 없을 경우 목성질량의 3~12배에 이르는 가상의 천체가 5~50년 주기로 1618을 공전하고 있는 것으로 보인다.

## 같이 보기
- 스테판 그룸브리지
- 가까운 별 목록